# Mobile Daughter Card
La Mobile Daughter Card, también conocido como MDC o CDC (Communications Daughter Card), es una versión portátil de la ranura Audio/modem riser (AMR) en la placa base de un ordenador portátil. Está diseñada como interfaz para tarjetas especiales ethernet (EDC), módem (MDC) o bluetooth.

## Especificación Intel MDC 1.0
En 1999, Intel publicó una especificación para tarjetas Mobile Daughter Card orientadas al Audio/Módem. El documento define un conector estándar de 30 pines AMP* 3-179397-0, elementos mecánicos como diferentes factores de forma, y la interfaz eléctrica. El conector de 30 pines lleva los canales de alimentación, varios canales de audio y datos en serie AC-Link. Hasta dos codecs AC'97 son compatibles con este tipo de tarjetas.
Se especifican varios factores de forma :
- 45 x 27 mm
- 45 x 37 mm
- 55 x 27 mm con conector RJ-11
- 55 x 37 mm con conector RJ-11
- 45 x 55 mm
- 45 x 70 mm

## Patillaje del conector de 30 pines AMP* 3-179397-0
| 1  | MONO_OUT/PC_BEEP | AUDIO_PWRDN    | 2  |
| 3  | GND              | MONO_PHONE     | 4  |
| 5  | AUXA_RIGHT       | RESERVED       | 6  |
| 7  | AUXA_LEFT        | GND            | 8  |
| 9  | CD_GND           | 5 Vmain        | 10 |
| 11 | CD_RIGHT         | RESERVED       | 12 |
| 13 | CD_LEFT          | RESERVED       | 14 |
| 15 | GND              | PRIMARY_DN     | 16 |
| 17 | 3.3Vaux/dual     | 5VD            | 18 |
| 19 | GND              | GND            | 20 |
| 21 | 3.3 Vmain        | AC97_SYNC      | 22 |
| 23 | AC97_SDATA_OUT   | AC97_SDATA_INB | 24 |
| 25 | AC97_RESET#      | AC97_SDATA_INA | 26 |
| 27 | GND              | GND            | 28 |
| 29 | AC97_MSTRCLK     | AC97_BITCLK    | 30 |